# Liste der Biografien/Luk
Liste der Biografien |
Portal Biografien |
Personensuche
# |
A |
B |
C |
D |
E |
F |
G |
H |
I |
J |
K |
L |
M |
N |
O |
P |
Q |
R |
S |
T |
U |
V |
W |
X |
Y |
Z |
?
 
La |
Lb |
Lc |
Le |
Lg |
Lh |
Li |
Lj |
Ll |
Lm |
Lo |
Lp |
Lt |
Lu |
Lv |
Lw |
Lx |
Ly |
Lz
 
Lua |
Lub |
Luc |
Lud |
Lue |
Luf |
Lug |
Luh |
Lui |
Luj |
Luk |
Lul |
Lum |
Lun |
Luo |
Lup |
Luq |
Lur |
Lus |
Lut |
Luu |
Luv |
Luw |
Lux |
Luy |
Luz
Die Liste der Biografien führt alle Personen auf, die in der deutschsprachigen Wikipedia einen Artikel haben. Dieses ist eine Teilliste mit 374 Einträgen von Personen, deren Namen mit den Buchstaben „Luk“ beginnt.

## Luk
- Luk, Erik, US-amerikanischer Biathlet
- Luk, Kam-Biu (* 1953), chinesischer Physiker

### Luka
- Luka (* 1979), brasilianische Sängerin
- Luka Schidjata, Bischof von Nowgorod (1035–1060)
- Luka, Branislav Lukić (* 1970), bosnisch-herzegowinischer multimedialer Künstler
- Luka, Faimalaga (1940–2005), tuavaluischer Politiker
- Luka, Rodion (* 1972), ukrainischer Segler
- Lukač, Milan (* 1985), serbischer Fußballtorhüter
- Lukac, Peggy (* 1949), US-amerikanische Schauspielerin, Regisseurin, Komödiantin und Modedesignerin
- Lukáč, Vincent (* 1954), slowakischer Eishockeytrainer und Politiker, Mitglied des Nationalrats
- Lukačević, Damir (* 1966), kroatisch-deutscher Filmregisseur und Drehbuchautor
- Lukacevic, Leonardo (* 1999), österreichischer Fußballspieler
- Lukačić, Ivan († 1648), dalmatinischer Komponist
- Łukacijewska, Elżbieta (* 1966), polnische Politikerin, Mitglied des Sejm, MdEP
- Lukačín, Michal (* 1973), slowakischer Handballtrainer
- Lukačovič, Štefan (1913–2001), tschechoslowakischer Architekt
- Lukacs, Attila Richard (* 1962), kanadischer Maler
- Lukács, Béla (1847–1901), ungarischer Politiker, Schriftsteller und Handelsminister
- Lukács, Béla (1892–1958), ungarischer Politiker, Obergespan und Minister
- Lukacs, Eugene (1906–1987), US-amerikanischer Mathematiker ungarischer Herkunft
- Lukács, Georg (1885–1971), jüdisch-ungarischer Philosoph, Literaturwissenschaftler und -kritikerGeorg Lukács (1885–1971)

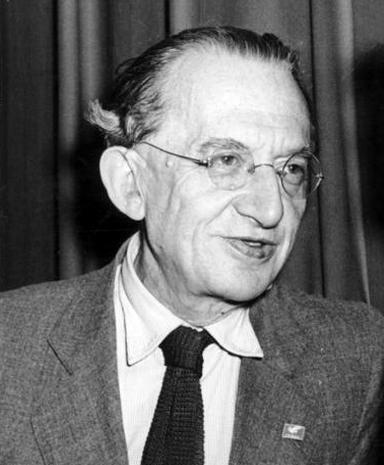
Georg Lukács (1885–1971)

- Lukács, György (1865–1950), ungarischer Politiker und Minister für Kultus und Unterricht
- Lukács, Henry (* 1981), deutscher Hauptfeldwebel
- Lukács, István (* 1912), ungarisch-französischer Fußballspieler
- Lukács, János (* 1935), ungarischer kommunistischer Politiker
- Lukacs, John (1924–2019), US-amerikanischer Historiker ungarischer Herkunft
- Lukács, Kosta (1943–1993), ungarischer Jazzmusiker (Gitarre, Komposition)
- Lukács, László (1850–1932), ungarischer Politiker
- Lukács, Miklós (* 1977), ungarischer Zymbalon-Spieler (Jazz, Klassik) und Komponist
- Lukács, Péter (* 1950), ungarischer Schachmeister
- Lukacs, Stefan A. (* 1982), österreichischer Filmregisseur und Drehbuchautor
- Lukács, Vanda (* 1992), ungarische Tennisspielerin
- Lukácsovits, Magda (1933–2017), siebenbürgisch-ungarische Kunstmalerin
- Lukaku, Jordan (* 1994), belgischer Fußballspieler
- Lukaku, Romelu (* 1993), belgischer FußballspielerRomelu Lukaku (* 1993)

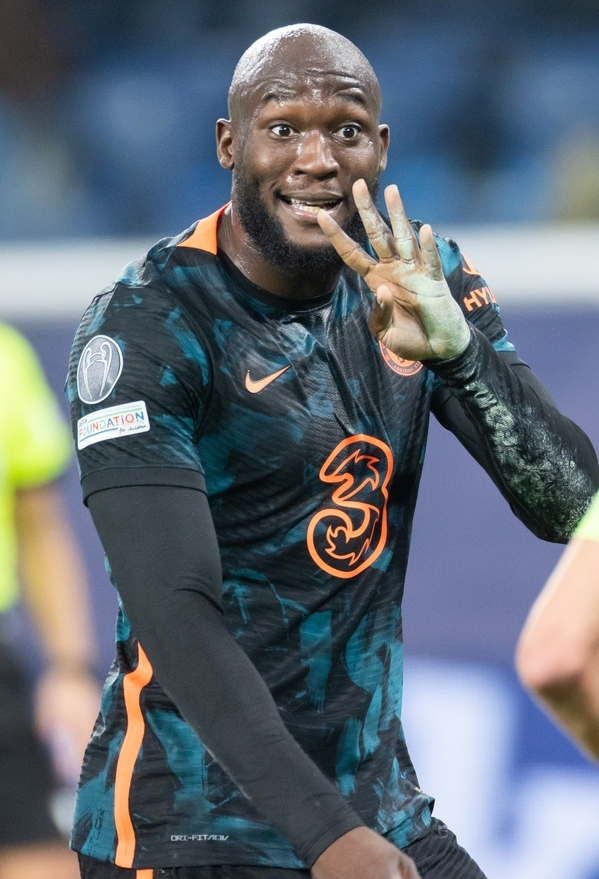
Romelu Lukaku (* 1993)

- Lukan von Säben, Priester oder Bischof von Säben, Heiliger
- Lukan, Karl (1923–2014), österreichischer Bergsteiger, Amateurarchäologe und Autor
- Lukan, Klara (* 2000), slowenische Leichtathletin
- Lukan, Sylvia (* 1942), österreichische Schauspielerin
- Lukan, Thomas (* 1961), österreichischer Komponist
- Lukanima, Fortunatus M. (1940–2014), tansanischer Geistlicher, römisch-katholischer Bischof von Arusha
- Lukanin, Wladislaw (* 1984), russischer Gewichtheber
- Lukanow, Andrei (1938–1996), bulgarischer Politiker und Ministerpräsident
- Lukanow, Boris (* 1936), bulgarischer Schauspieler
- Lukanow, Karlo (1897–1982), bulgarischer Jurist und Politiker
- Lukanow, Todor (1874–1946), bulgarischer Politiker
- Lukarda, Äbtissin des Damenstifts Buchau
- Lukardis von Oberweimar († 1309), Zisterzienserin und christliche Mystikerin
- Lukas, Verfasser des Lukasevangeliums; ArztLukas

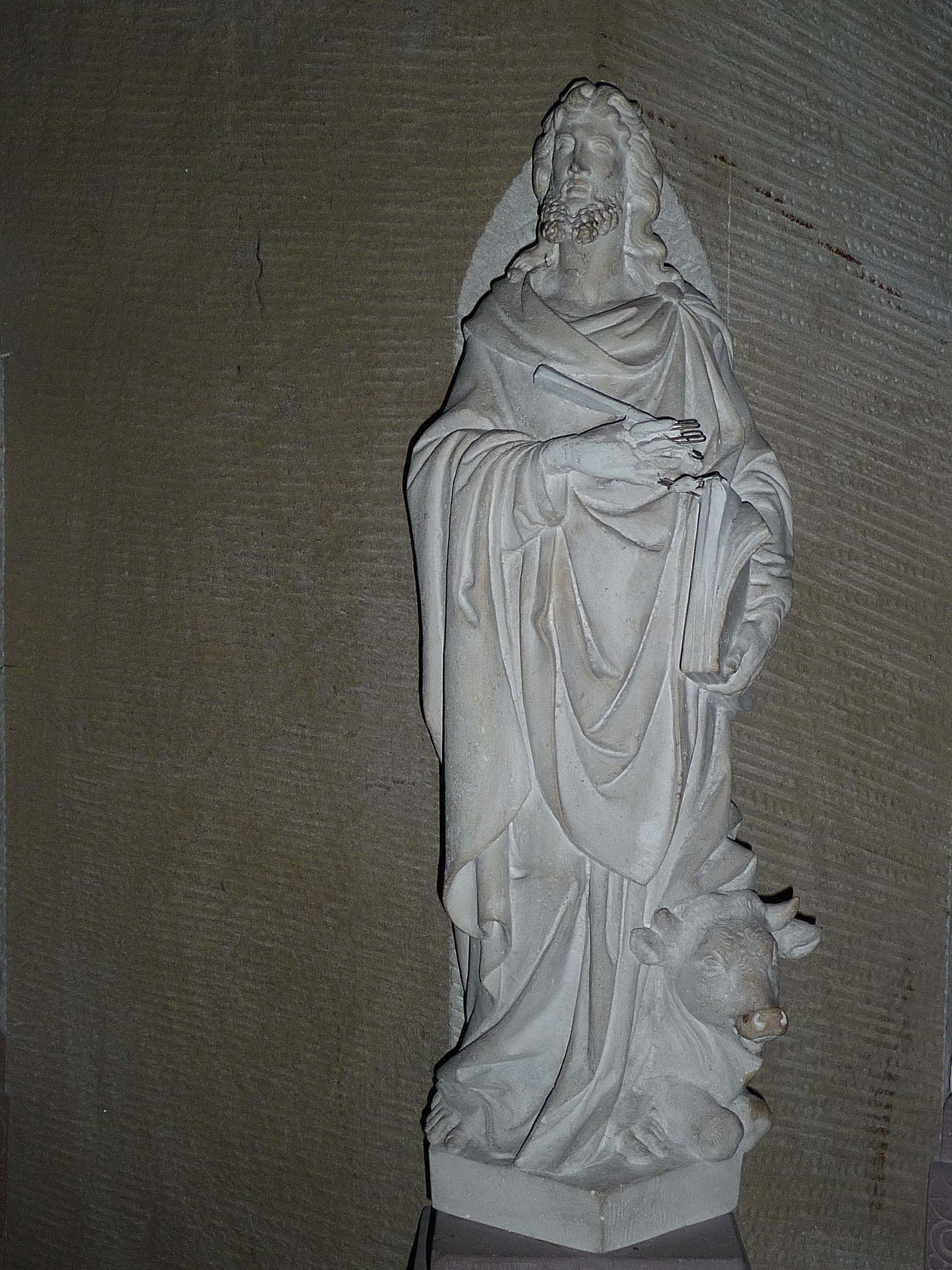
Lukas

- Lukas († 1181), ungarischer Bischof und Diplomat
- Lukas Oscar (* 2002), österreichischer Singer-Songwriter
- Lukas Piano (* 1994), deutscher Pianist und Musikproduzent
- Lukas Stylites (879–979), Heiliger der griechisch-orthodoxen Kirche
- Lukas von Padua († 1285), Franziskaner
- Lukas von Prag († 1528), Bischof der Unität der Böhmischen Brüder und Schriftsteller
- Lukas von Steiris, griechischer Heiliger, Gründer des Klosters Osios Lukas
- Lukas, Aca (* 1968), serbischer Sänger und Interpret
- Lukas, Adam (* 1991), österreichischer Filmkomponist
- Lukas, Ade (* 1975), indonesischer Badmintonspieler
- Lukas, Andreas (* 1984), deutscher Jurist und Politiker (Bündnis 90/Die Grünen)
- Lukas, Bernd († 2007), deutscher Handballspieler
- Lukas, Christian (* 1970), deutscher Filmkritiker und Sachbuchautor
- Lukas, Clint (* 1985), deutscher Schriftsteller und Regisseur
- Lukáš, David (* 1981), tschechischer Komponist und Dirigent
- Lukas, Eduard (1890–1953), österreichischer Wirtschaftswissenschaftler und Hochschullehrer
- Lukas, Elisabeth (* 1942), österreichische Psychotherapeutin und klinische Psychologin
- Lukas, Erich (* 1964), österreichischer Koch
- Lukas, Fenja (* 1989), deutsche Opernsängerin (Sopran)
- Lukas, Florian (* 1973), deutscher SchauspielerFlorian Lukas (* 1973)

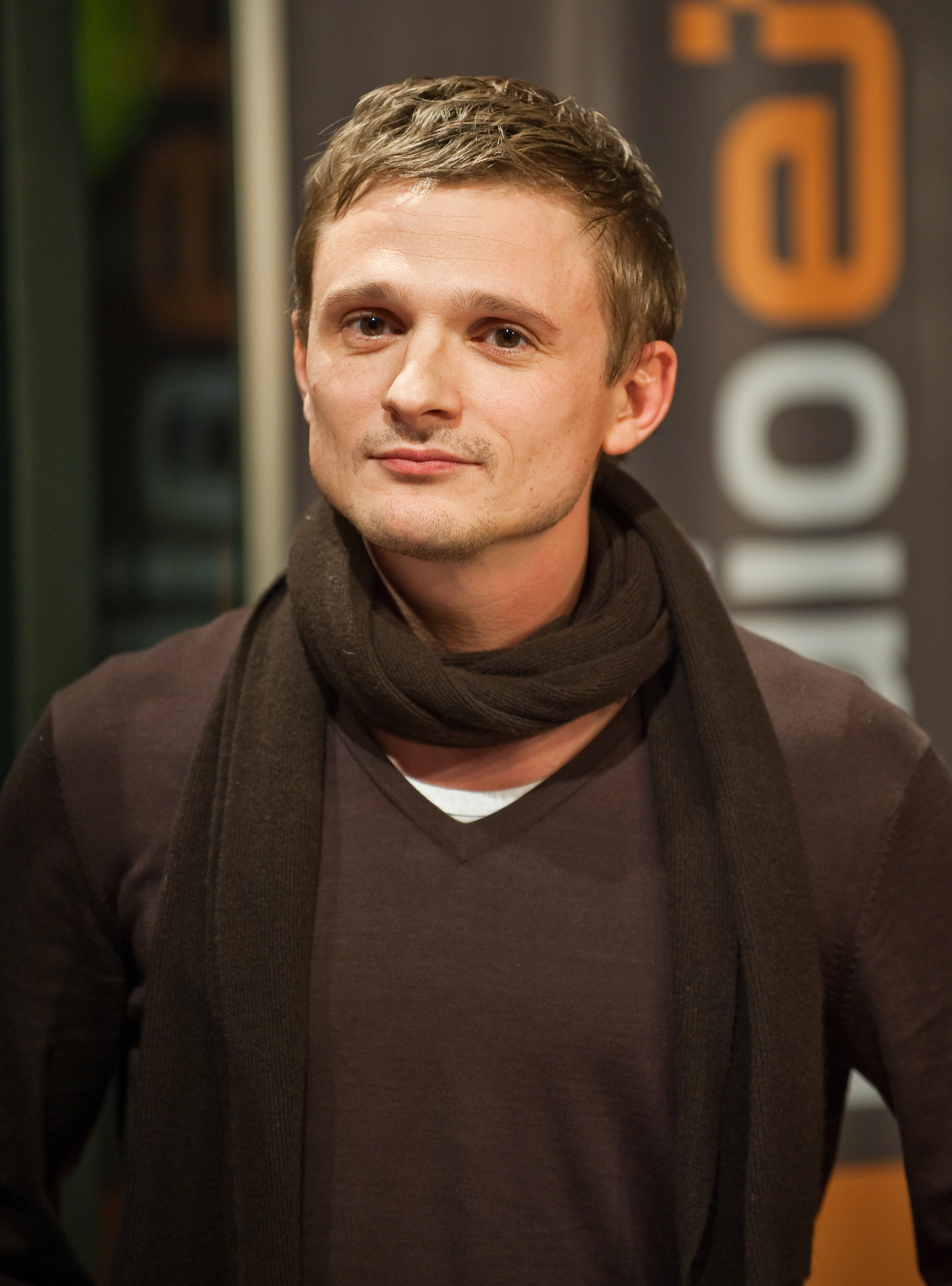
Florian Lukas (* 1973)

- Lukas, Frank (* 1969), deutscher Fernsehmoderator und Fernsehproduzent
- Lukas, Frank (* 1980), deutscher Popschlagersänger, Texter und Komponist
- Lukas, Franz Karl (1907–1985), österreichischer Maler und Bildhauer
- Lukas, Gerhard (1914–1998), deutscher Historiker und Sportwissenschaftler
- Lukas, Grit (* 1985), deutsche Theaterregisseurin
- Lukas, Gustav (1857–1926), österreichischer Turnpädagoge
- Lukas, Hans (1935–2017), deutscher Politiker (CSU), MdL
- Lukas, Johannes (1901–1980), deutscher Afrikanist
- Lukas, Johannes (* 1993), deutscher Biathlontrainer
- Lukas, John, US-amerikanischer Pokerspieler
- Lukas, Josef (1835–1917), österreichischer Pädagoge
- Lukas, Josef (1875–1929), österreichischer Rechtswissenschaftler und Hochschullehrer
- Lukas, Joseph (1834–1878), deutscher katholischer Geistlicher und Politiker, MdL Bayern und Mitglied des Zollparlaments
- Lukas, Julius (1875–1959), österreichischer Politiker (SdP), Mitglied des Bundesrates
- Lukas, Justin (* 2006), deutscher Fußballtrainer
- Lukas, Karl von (1860–1932), österreichisch-ungarischer General der Infanterie
- Lukas, Klaus (* 1938), österreichischer Jurist, Autor und Politiker (FPÖ), MdEP
- Lukas, Leo (1908–1979), österreichischer Politiker (SPÖ), Landtagsabgeordneter, Abgeordneter zum Nationalrat
- Lukas, Leo (* 1959), österreichischer Kabarettist, Regisseur und SchriftstellerLeo Lukas (* 1959)

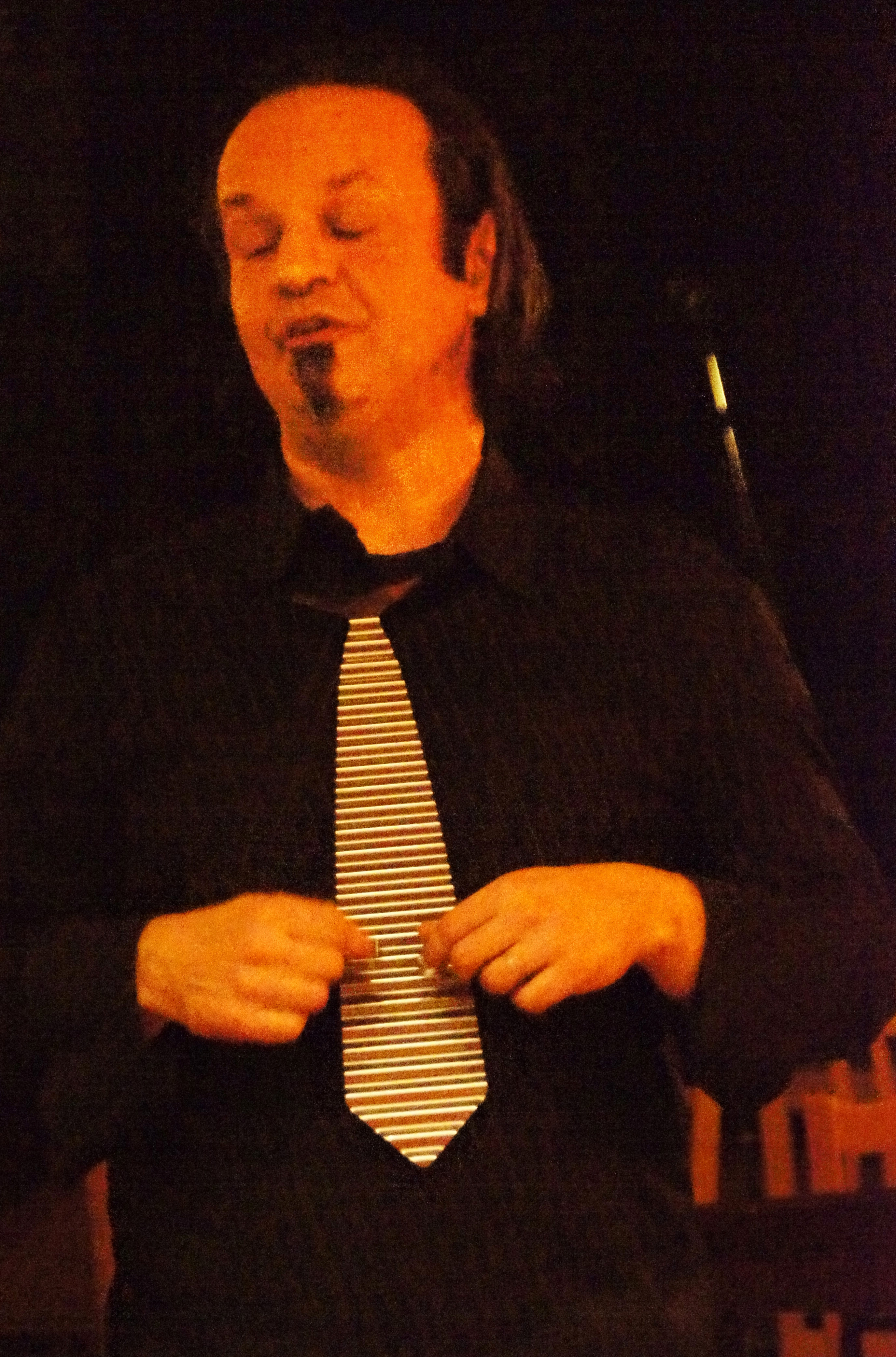
Leo Lukas (* 1959)

- Lukas, Liina (* 1970), estnische Germanistin und Literaturwissenschaftlerin
- Lukas, Meinhard (* 1970), österreichischer Jurist und Universitätsprofessor
- Lukas, Michael (1877–1955), deutscher Politiker (BVP), MdL, MdR
- Lukas, Michael (* 1959), deutscher Künstler
- Lukas, Oliver (* 1970), deutscher Sänger, Songwriter und Vocalcoach
- Lukas, Otto (1881–1956), deutscher Lehrer, Heimatdichter und Schriftsteller
- Lukas, Paul (1894–1971), ungarisch-amerikanischer Schauspieler
- Lukas, Paul (* 1956), deutscher Musiker, Autor und Übersetzer
- Lukáš, Petr (* 1978), tschechischer Fußballspieler
- Lukas, Philipp (* 1979), österreichischer Eishockeyspieler
- Lukas, Richard C. (* 1937), amerikanischer Historiker und Autor
- Lukas, Robert (* 1978), österreichischer Eishockeyspieler
- Lukas, Robert (* 1988), polnischer Automobilrennfahrer
- Lukas, Steffen (* 1969), deutscher RadiomoderatorSteffen Lukas (* 1969)

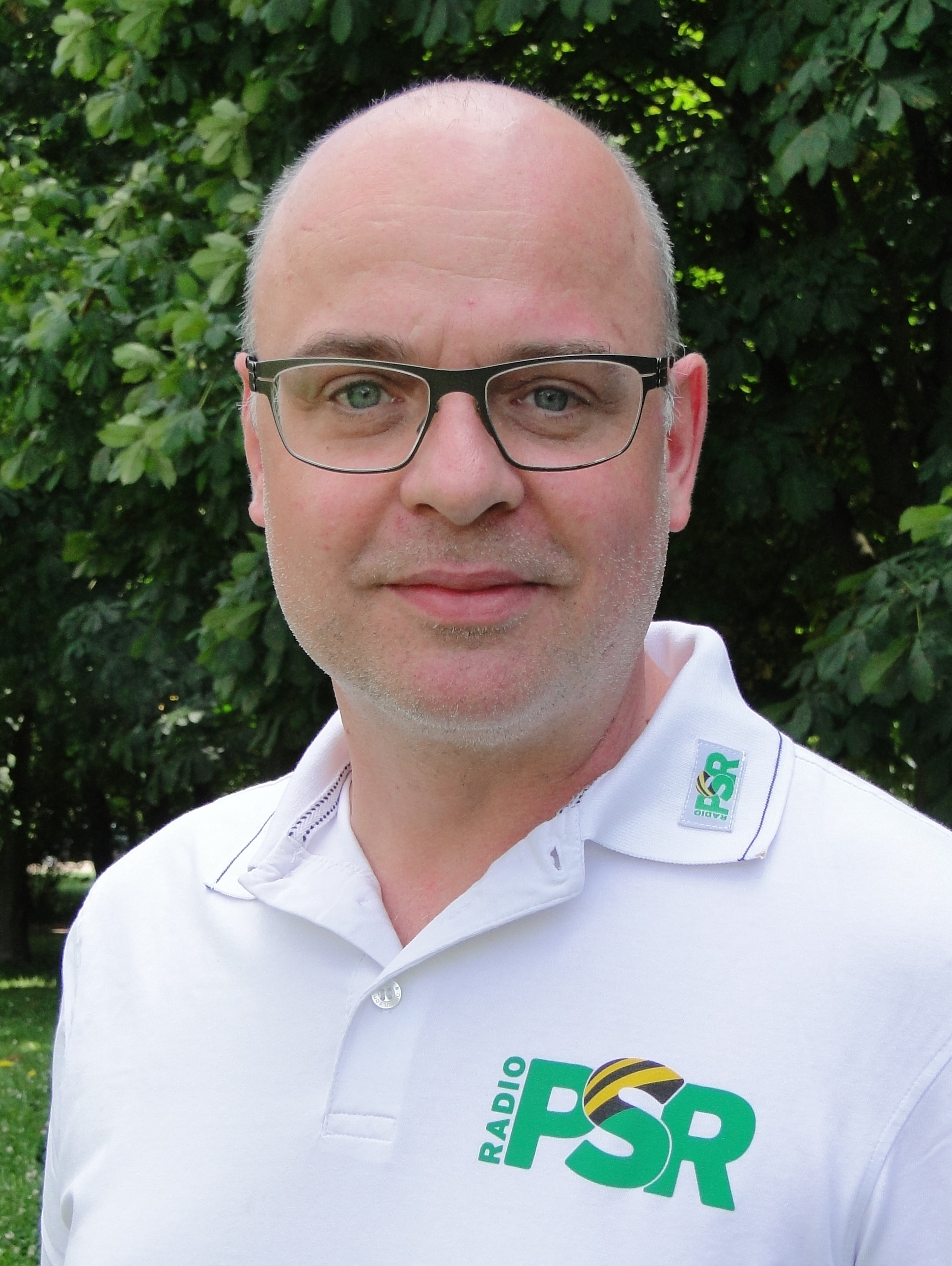
Steffen Lukas (* 1969)

- Lukas, Tena (* 1995), kroatische Tennisspielerin
- Lukas, Timur (* 1986), deutscher Künstler
- Lukas, Tõnis (* 1962), estnischer Politiker, Mitglied des Riigikogu & Minister
- Lukas, Viktor (* 1931), deutscher Organist und Hochschullehrer
- Lukas, Vincent, niederländischer Bildhauer
- Lukas, Wolf-Dieter (* 1957), deutscher Physiker und politischer Beamter
- Lukas, Wolfgang (* 1959), deutscher Literaturwissenschaftler
- Lukáš, Zdeněk (1928–2007), tschechischer Komponist
- Lukas-Kindermann, Heinz (* 1939), deutscher Regisseur und Intendant
- Lukas-Luderer, Manfred (* 1951), österreichischer Theater- und Filmschauspieler
- LukasBS (* 1999), deutscher Webvideoproduzent
- Lukasch, Bernd (* 1954), deutscher Luftfahrthistoriker und Museumsleiter
- Lukasch, Mykola (1919–1988), ukrainischer Übersetzer, Linguist und Polyglott
- Lukasch, Olena (* 1976), ukrainische Juristin und Politikerin
- Lukasch, Ute (* 1961), deutsche Politikerin (Die Linke), MdL
- Lukaschek, Hans (1885–1960), deutscher Politiker (CDU)
- Lukaschenka, Aljaksandr (* 1954), belarussischer PolitikerAljaksandr Lukaschenka (* 1954)

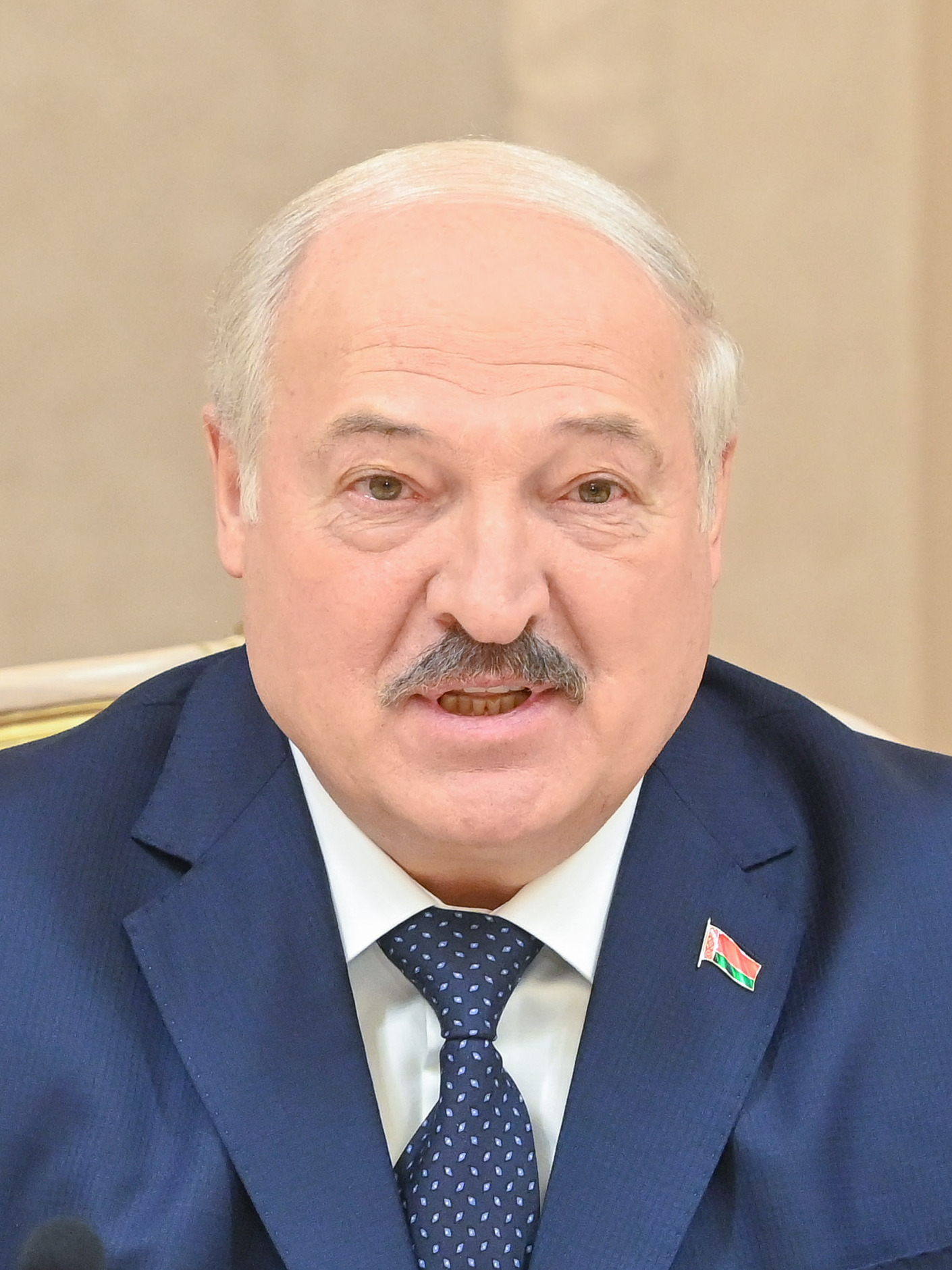
Aljaksandr Lukaschenka (* 1954)

- Lukaschenka, Dsmitryj (* 1980), belarussischer Unternehmer, zweiter Sohn des belarussischen Präsidenten Aljaksandr Lukaschenka
- Lukaschenka, Halina (* 1955), belarussische Ehefrau von Aljaksandr Lukaschenka und First Lady von Belarus seit dem 20. Juli 1994
- Lukaschenka, Mikalaj (* 2004), belarussischer Präsidentensohn
- Lukaschenka, Wiktar (* 1975), belarussischer Politiker, ältester Sohn des Präsidenten Aljaksandr Lukaschenka
- Lukaschenko, Wolodymyr (* 1980), ukrainischer Säbelfechter
- Lukaschewa, Swetlana (* 1977), kasachische Leichtathletin
- Lukaschewitsch, Iwan (* 1991), russischer Rennfahrer
- Lukaschewitsch, Tatjana Nikolajewna (1905–1972), sowjetische Filmregisseurin und Drehbuchautorin
- Lukaschewski, Adolf (* 1940), deutscher Fußballspieler
- Lukaschewski, Rolf (* 1947), deutscher Künstler und Maler des Neo-Expressionismus sowie der Pop-Art
- Lukaschewytsch, Oleksij (* 1977), ukrainischer Weitspringer
- Lukaschin, Igor Wladimirowitsch (* 1979), russischer Wasserspringer
- Lukaschyk, Kanstanzin (* 1975), belarussischer Sportschütze
- Lukaseder, Anja (* 1967), deutsche Künstler- und MusikmanagerinAnja Lukaseder (* 1967)

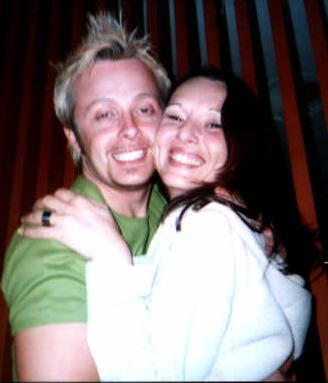
Anja Lukaseder (* 1967)

- Lukasek, Kurt (1962–2015), österreichischer Politiker (FPÖ, BZÖ)
- Lukaševičius, Vytautas Pranciškus (1932–1994), litauischer Forstingenieur und Forstpolitiker
- Lukaševičiūtė-Binkulienė, Daiva (* 1968), litauische Notarin, Präsidentin der Notarkammer von Litauen
- Lukasheva, Tamara (* 1988), ukrainische Jazzmusikerin (Gesang, Piano)
- Łukasiewicz, Ignacy (1822–1882), galizischer Chemiker, Apotheker und Erfinder
- Łukasiewicz, Jacek (1934–2021), polnischer Lyriker und Literaturkritiker
- Łukasiewicz, Jan (1878–1956), polnischer Philosoph, Mathematiker und Logiker
- Łukasiewicz, Małgorzata (* 1948), polnische Übersetzerin und Literaturkritikerin
- Łukasiewicz, Piotr Michał (* 1954), polnischer Soziologe und Politiker
- Łukasik, Damian (* 1964), polnischer Fußballspieler
- Łukasik, Daniel (* 1991), polnischer Fußballspieler
- Łukasik, Karolina (* 1982), polnische Boxerin und Kickboxerin
- Łukasik, Krzysztof (* 1993), polnischer Radrennfahrer
- Łukasiński, Walerian (1786–1868), polnischer Offizier, Widerstandskämpfer im Novemberaufstand
- Lukasovsky, Franz (* 1940), österreichischer Opernsänger der Stimmlage Tenor und Musikpädagoge
- Lukasser, Irmgard (* 1954), österreichische Skirennläuferin
- Lukasser, Therese (* 1932), österreichische Politikerin (ÖVP), Mitglied des Bundesrates und Tiroler Landtagsabgeordnete
- Lukassowitz, Victor (* 1879), deutscher Lehrer und Politiker (DNVP), MdL
- Łukaszczyk, Maciej (1934–2014), polnischer Pianist
- Łukaszczyk, Stanisław (* 1944), polnischer Biathlet
- Lukaszewicz, Czeslaw (* 1964), kanadischer Radrennfahrer
- Łukaszewicz, Józef Łukaszewicz (1863–1928), polnisch-russischer Geologe und Hochschullehrer
- Łukaszewicz, Olgierd (* 1946), polnischer Schauspieler
- Lukat, Otto (* 1947), deutscher Jurist und Politiker (SPD)
- Lukather, Steve (* 1957), US-amerikanischer Gitarrist und Sänger bei TotoSteve Lukather (* 1957)

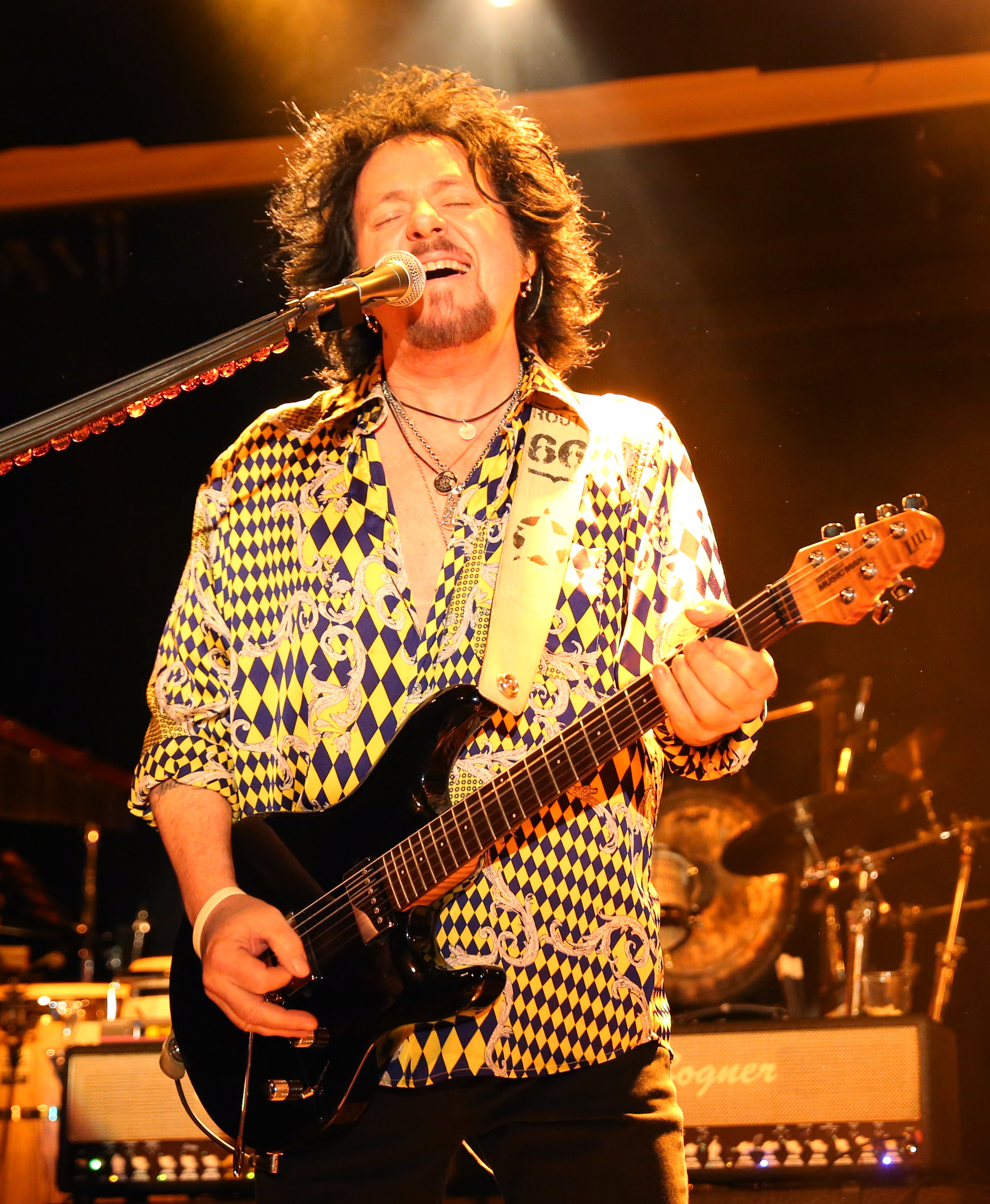
Steve Lukather (* 1957)

- Lukats, Jan (* 1991), estnischer Eishockeyspieler
- Lukatsch, Symeon (1893–1964), ukrainischer Bischof, Märtyrer, Seliger
- Lukau, Stephanie (* 1997), angolanisch-deutsche Handballspielerin
- Lukauskienė, Elena (1909–1959), litauische Schachspielerin
- Lukauskis, Mindaugas (* 1979), litauischer Basketballspieler
- Lukavský, Radovan (1919–2008), tschechischer Schauspieler, Synchronsprecher und Drehbuchautor

### Luke
- Luke de Tany († 1282), englischer Ritter und Militär; Seneschall der Gascogne
- Luke James (* 1984), US-amerikanischer R&B-Musiker und Songwriter
- Luke, Alan (* 1959), britischer Eisschnellläufer
- Luke, Alexandra (1901–1967), Künstlerin
- Lüke, Claudia (* 1962), deutsche Künstlerin
- Luke, Delilah Rene (* 1960), US-amerikanische Autorin und Radiomoderatorin
- Luke, Dennick (* 2001), dominicanischer Mittelstreckenläufer
- Luke, Derek (* 1974), US-amerikanischer SchauspielerDerek Luke (* 1974)

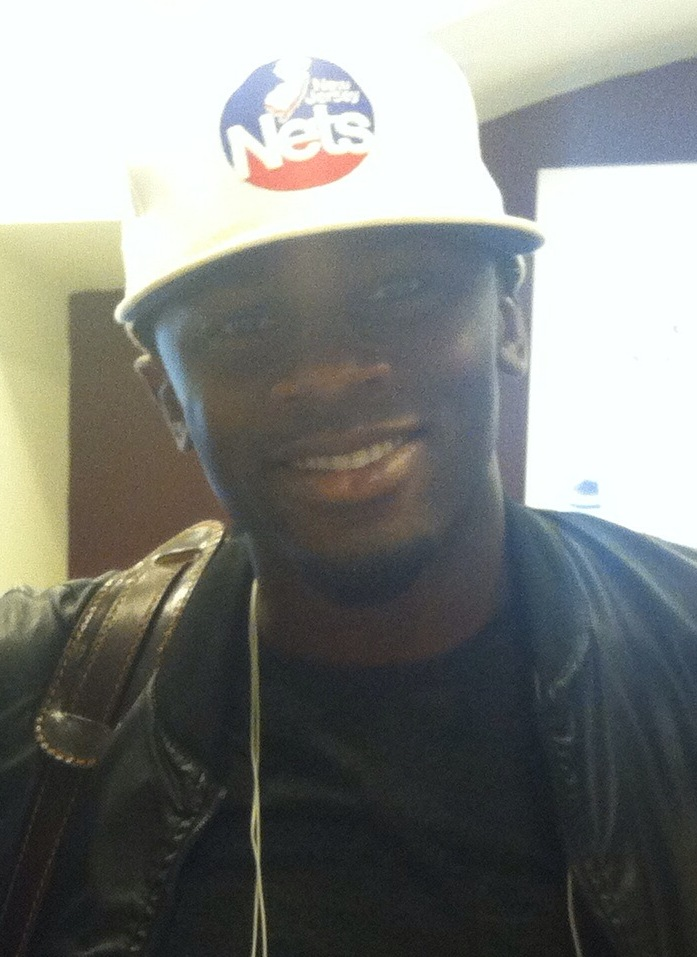
Derek Luke (* 1974)

- Luke, Desmond (1935–2021), sierra-leonischer Politiker und Diplomat
- Luke, Frank (1897–1918), US-amerikanischer Kampfpilot und Fliegerass im Ersten Weltkrieg
- Lüke, Franz (1906–1966), deutscher Politiker (CDU), MdL
- Luke, Fred (* 1946), US-amerikanischer Speerwerfer
- Lüke, Friedmar (1932–2012), deutscher Journalist und Hörfunkdirektor
- Lüke, Gerhard (1927–2014), deutscher Jurist und Hochschullehrer
- Lüke, Hans Dieter (1935–2005), deutscher Elektrotechniker
- Luke, Harry Charles (1884–1969), britischer Kolonialgouverneur und Schriftsteller
- Luke, Iain (* 1951), schottischer Politiker
- Luke, Isabella, österreichisch-britische Film- und Theaterschauspielerin
- Lüke, Jan (* 1989), deutscher Leichtgewichts-Ruderer
- Lüke, Josef (1899–1964), deutscher Fußballspieler
- Luke, Keye (1904–1991), US-amerikanisch-chinesischer Schauspieler
- Lüke, Monika (* 1969), deutsche Völkerrechtlerin
- Luke, Ned (* 1958), US-amerikanischer Schauspieler und Synchronsprecher
- Luke, Noah, US-amerikanischer Filmregisseur, Kameramann, Filmproduzent sowie ehemaliger Kinderdarsteller und Synchronsprecher
- Luke, Rosslyn (* 1989), US-amerikanische Filmschauspielerin
- Luke, Sick (* 1994), italienischer Plattenproduzent und Rapper
- Luke, Theresa (* 1967), kanadische Ruderin
- Lüke, Ulrich (* 1951), deutscher Theologe und Biologe
- Lüke, Wilhelm (1934–2021), deutscher Politiker (CDU), MdL
- Lüke, Wolfgang (* 1956), deutscher Rechtswissenschaftler und Hochschullehrer
- Lukeba, Castello (* 2002), französisch-angolanischer Fußballspieler
- Lukébakio, Dodi (* 1997), belgisch-kongolesischer FußballspielerDodi Lukébakio (* 1997)

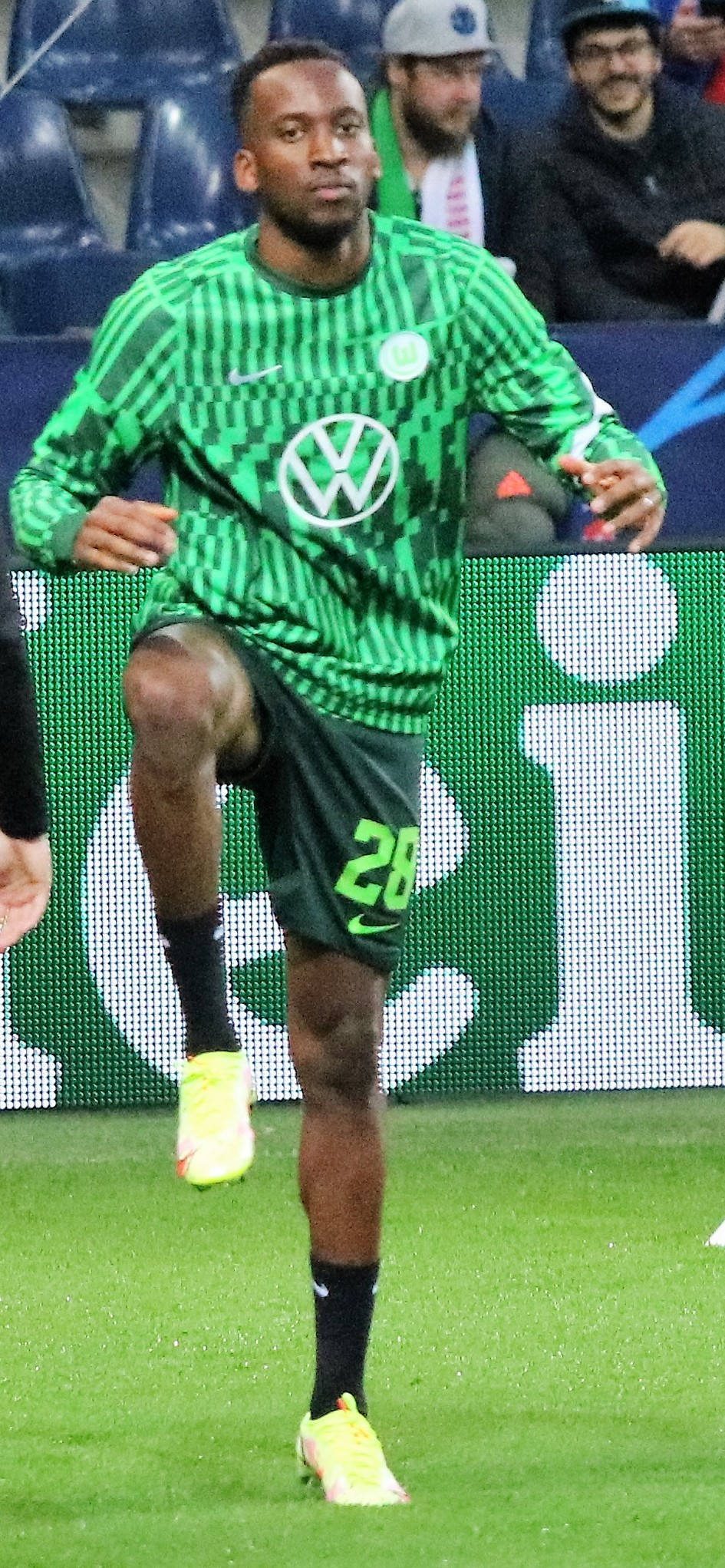
Dodi Lukébakio (* 1997)

- Lukeman, Augustus (1871–1935), US-amerikanischer Bildhauer
- Lukeman, Frank (1885–1946), kanadischer Leichtathlet
- Lukeman, Martin (* 1985), englischer Dartspieler
- Lukembila, Josias (* 1999), schweizerisch-kongolesischer Fussballspieler
- Luken, Charlie (* 1951), US-amerikanischer Politiker (Demokratische Partei)
- Lüken, Clara (1871–1946), deutsche Studienrätin und lippische Landtagsabgeordnete
- Lüken, Dirk (1932–2020), deutscher Komponist, Organist, Kirchenmusiker, Dichter und Schriftsteller
- Luken, Jesse (* 1983), US-amerikanischer Schauspieler
- Lüken, Rolf (1938–2019), deutscher Polizist und ehemaliger Polizeipräsident
- Luken, Tom (1925–2018), US-amerikanischer Politiker (Demokratische Partei)
- Lüken, Ulfert (1895–1967), deutscher Maler, Grafiker und Galerist
- Lüken, Werner (* 1939), deutscher Unternehmer, Werftgeschäftsführer
- Lüken-Klaßen, Hermann (1924–1994), deutscher Politiker (Zentrum, CDU), MdL
- Lukens, Buz (1931–2010), US-amerikanischer Politiker
- Lukens, Glen (1887–1967), US-amerikanischer Keramiker, Schmuckgestalter und Glaskünstler
- Lukens, Harry, englischer Snookerspieler
- Lükenwerk, Theresa (* 1962), deutsche Bildende Künstlerin
- Luker, Diandra (* 1955), US-amerikanische Produzentin
- Luker, Rebecca (1961–2020), US-amerikanische Sängerin, Musicaldarstellerin und Schauspielerin
- Lukes, Christian (* 1969), deutscher Eishockeyspieler
- Lukeš, Jan (* 1950), tschechischer Schriftsteller, Dichter und Übersetzer
- Lukeš, Jaroslav (* 1912), tschechoslowakischer Skisportler
- Lukeš, Martin (* 1978), tschechischer Fußballspieler
- Lukeš, Rudolf (1897–1960), tschechischer Chemieingenieur und Dozent
- Lukes, Rudolf (1924–2004), deutscher Rechtswissenschaftler
- Lukes, Steven (* 1941), britischer Sozialphilosoph und Soziologe
- Lukesch, Andreas (* 1965), deutscher Journalist und Chefredakteur
- Lukesch, Angelika (* 1958), deutsche Journalistin und Autorin
- Lukesch, Anton (1912–2003), österreichischer Theologe
- Lukesch, Barbara (* 1954), schweizerische Journalistin und Sachbuchautorin
- Lukesch, Dieter (* 1943), österreichischer Ökonom und Politiker (ÖVP), Abgeordneter zum Nationalrat
- Lukesch, Hans (1901–1994), österreichischer Politiker (NSDAP), MdR
- Lukesch, Helmut (* 1946), österreichischer Psychologe
- Lukesch, Josef Maria (1908–1934), österreichischer Gendarm
- Lukesch, Karl (1917–1991), österreichischer Theologe
- Lukesch, Martin (* 1967), österreichischer Sounddesigner, Tonmeister und Medientechniker
- Lukeschitsch, Adolf (1902–1972), österreichischer Arzt und Politiker (ÖVP), Mitglied des Bundesrates
- Luketić, Igor (* 1986), kroatischer Fußballtorhüter
- Luketic, Robert (* 1973), australischer Regisseur

### Luki
- Lukian von Antiochia († 312), frühchristlicher Theologe
- Lukian von Samosata, syrischer Schriftsteller
- Lukić, Anja (* 1999), serbische Hürdenläuferin
- Lukic, Filip (* 2006), österreichischer Fußballspieler
- Lukic, John (* 1960), englischer Fußballtorhüter
- Lukić, Jovan (* 2002), serbischer Fußballspieler
- Lukić, Milan (* 1967), bosnischer Anführer von Paramilitärs der Republika Srpska und verurteilter KriegsverbrecherMilan Lukić (* 1967)

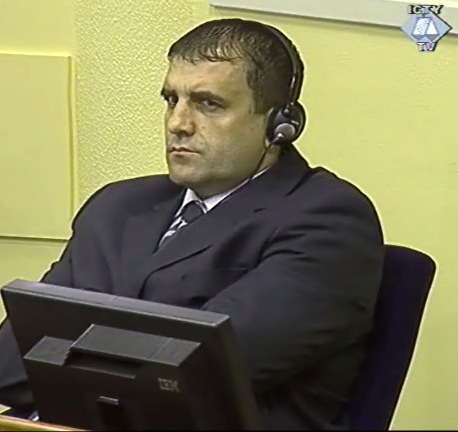
Milan Lukić (* 1967)

- Lukić, Nenad (* 1973), deutsch-serbischer Basketballspieler
- Lukic, Nevena (* 1981), österreichische Taekwondoin und Schauspielerin
- Lukic, Niko (* 1997), deutscher Schauspieler
- Lukić, Oliver (* 2006), kroatisch-österreichischer Fußballspieler
- Lukic, Predrag (* 1986), deutsch-serbischer Basketballtrainer
- Lukić, Sara (* 1999), serbische Weitspringerin
- Lukić, Saša (* 1996), serbischer Fußballspieler
- Lukic, Tea (* 2004), deutsche Tennisspielerin
- Lukić, Vojislava (* 1987), serbische Tennisspielerin
- Lukić, Žarko (* 1983), luxemburgischer Fußballspieler
- Lukić, Zoran (* 1956), jugoslawisch-schwedischer Fußballspieler und -trainer
- Lukimya, Assani (* 1986), kongolesischer (DR Kongo) FußballspielerAssani Lukimya (* 1986)

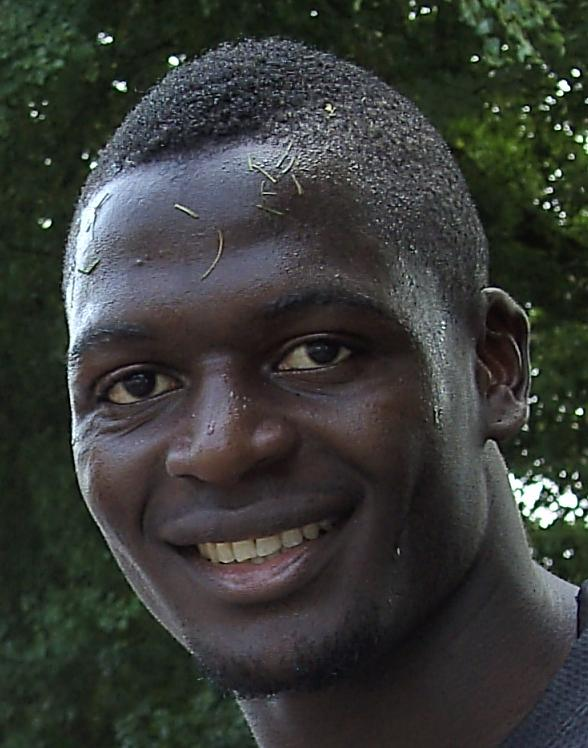
Assani Lukimya (* 1986)

- Lukin, Andrei (* 1989), estnischer Eishockeyspieler
- Lukin, August (1888–1942), estnischer Schriftsteller und Journalist
- Lukin, Dean (* 1960), australischer Gewichtheber
- Lukin, Gudrun (* 1954), deutsche Politikerin (Die Linke), MdL
- Lukin, Henry (1860–1925), südafrikanischer Generalmajor
- Lukin, Jewgeni Jurjewitsch (* 1950), russischer Science-Fiction-Autor
- Lukin, Liliana (* 1951), argentinische Schriftstellerin und Dichterin
- Lukin, Lionel (1742–1834), britischer Kutschenmacher und Erfinder des Rettungsbootes
- Lukin, Matwei Wladislawowitsch (* 2004), russischer Fußballspieler
- Lukin, Michail Fjodorowitsch (1892–1970), sowjetischer General
- Lukin, Mikhail (* 1971), russisch-amerikanischer Physiker
- Lukin, Stanislaw Wladimirowitsch (* 1981), russischer Sommerbiathlet
- Lukin, Tichon Ignatjewitsch, russischer Blockmacher und Schiffbauer
- Lukin, Wladimir Petrowitsch (* 1937), russischer Politiker
- Lukina, Tatjana (* 1949), russisch-deutsche Schauspielerin und Autorin
- Lukinas, Mikalojus (1906–1987), litauischer Forstwissenschaftler und Pädagoge
- Lukinov, Konstantin (* 1989), russischer Klassischer Pianist
- Lukios, antiker griechischer Philosoph
- Lukirski, Pjotr Iwanowitsch (1894–1954), russischer Physiker und Hochschullehrer
- Lukis, Adrian (* 1957), britischer Theater- und Filmschauspieler
- Lukis, Frederick Corbin (1788–1871), britischer Archäologe und Naturforscher
- Lukits, Karl (1921–1994), deutscher Politiker (CDU der DDR), MdV.
- Lukitsch, Antonio (* 1992), ukrainischer Regisseur

### Lukj
- Lukjančukas, Manfredas (* 1991), litauischer Fußballschiedsrichter
- Lukjanenko, Artjom Wjatscheslawowitsch (* 1990), russischer Zehnkämpfer
- Lukjanenko, Jewgeni Jurjewitsch (* 1985), russischer Leichtathlet
- Lukjanenko, Lewko (1928–2018), sowjetischer Dissident und Bürgerrechtler, ukrainischer Politiker und Diplomat
- Lukjanenko, Sergei Wassiljewitsch (* 1968), russischer Science-Fiction- und FantasyautorSergei Wassiljewitsch Lukjanenko (* 1968)

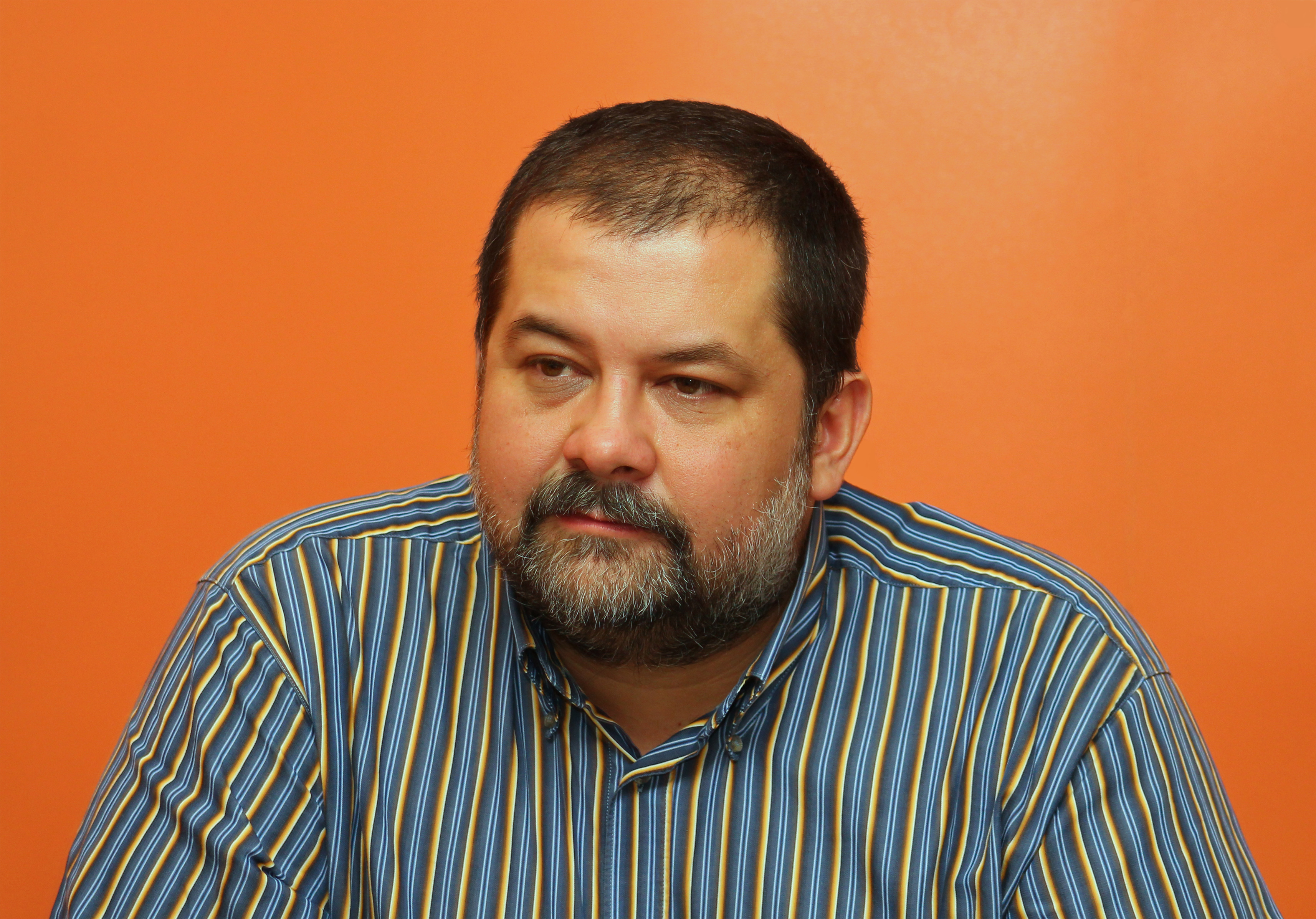
Sergei Wassiljewitsch Lukjanenko (* 1968)

- Lukjanez, Natalja Alexandrowna (* 1981), russische Bogenbiathletin
- Lukjanovs, Ivans (* 1987), lettischer Fußballspieler
- Lukjanow, Alexander Wiktorowitsch (* 1949), russischer Ruderer
- Lukjanow, Anatoli Iwanowitsch (1930–2019), russisch-sowjetischer Politiker
- Lukjanow, Denis Igorewitsch (* 1989), russischer Leichtathlet
- Lukjanow, German Konstantinowitsch (1936–2019), russischer Jazz-Trompeter, Flügelhornist, Komponist und Bandleader
- Lukjanow, Iwan (* 1981), moldauischer Hindersläufer
- Lukjanowa, Jelena Anatoljewna (* 1958), russische Juristin
- Lukjanowitsch, Trifon Andrejewitsch (1919–1945), russischer Soldat der Roten Armee
- Lukjantschenko, Oleksandr (* 1947), ukrainischer Bauingenieur und Politiker

### Lukk
- Lukk-Toompere, Regina (* 1953), estnische Buchillustratorin
- Lukka, Tintu (* 1989), indische Mittelstreckenläuferin
- Lukkari, Rauni Magga (* 1943), samischsprachige norwegische Autorin und Übersetzerin
- Lukkariniemi, Paavo (* 1941), finnischer Skispringer

### Lukn
- Luknár, Roman (* 1965), slowakischer Schauspieler
- Luknárová, Emanuela (* 2002), slowakische Kanutin
- Luknárová, Zuzana (* 1991), slowakische Tennisspielerin

### Luko
- Lukoff, Herman (1923–1979), US-amerikanischer Computer-Pionier
- Lukoki, Nathanael (* 1995), deutscher Berufsboxer im Weltergewicht
- Łukomska, Halina (1929–2016), polnische Sängerin
- Lukomski, Alexander Sergejewitsch (1868–1939), russischer Offizier, zuletzt Generalleutnant; Organisator einer Freiwilligenarmee im Bürgerkrieg
- Lukomski, Boris Semjonowitsch (* 1951), sowjetischer Degenfechter
- Lukomski, Maria Elisabeth von, deutsche Hofdame
- Łukomski, Stanisław Kostka (1874–1948), polnischer Geistlicher
- Lukonde, Jean-Michel Sama (* 1977), kongolesischer Politiker
- Lukonina, Jana Olegowna (* 1993), russische Rhythmische Sportgymnastin
- Lukoschat, Helga (* 1957), deutsche Politologin
- Lukoschik, Andreas (* 1953), deutscher Fernsehmoderator, Schauspieler und AutorAndreas Lukoschik (* 1953)

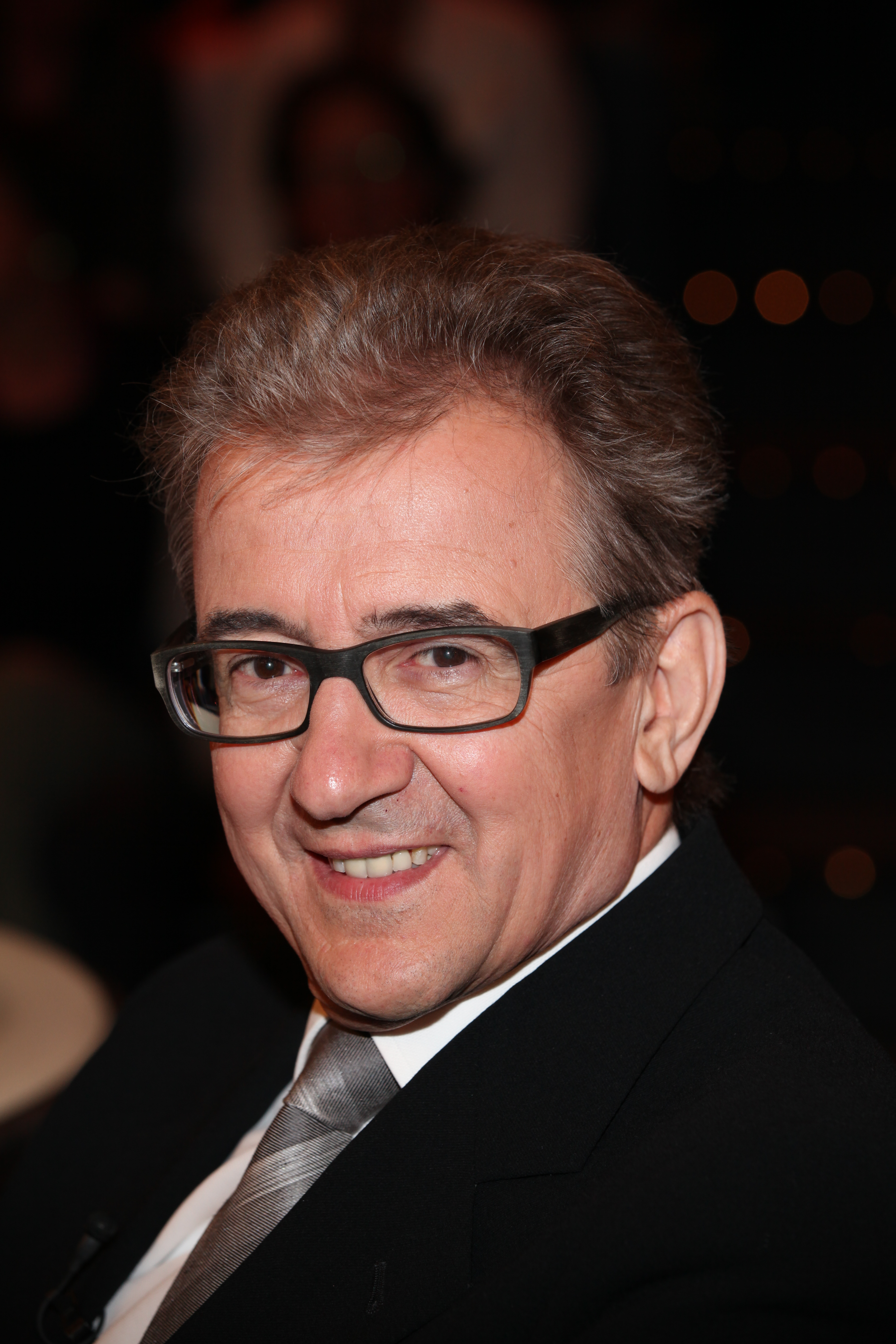
Andreas Lukoschik (* 1953)

- Lukoševičiūtė, Agnė (* 1998), litauische Hammerwerferin
- Lukošius, Mindaugas (* 1959), litauischer Basketballtrainer
- Lukosius, Simonas (* 2002), deutsch-litauischer Basketballspieler
- Lukošiūtė, Andrė (* 2001), litauische Tennisspielerin
- Lukošiūtė, Iveta (* 1980), US-amerikanische Tänzerin
- Lukoszczyk, Gerhard (* 1938), polnischer Fußballspieler
- Luković, Aleksa (* 1992), serbischer Eishockeyspieler
- Luković, Aleksandar (* 1982), serbischer Fußballspieler
- Luković, Milan (* 1986), serbischer Eishockeytorwart
- Luković, Miloš (* 2005), serbischer Fußballspieler
- Luković, Stevan (* 1993), serbischer Fußballspieler
- Lukow, Christo (1887–1943), bulgarischer KriegsministerChristo Lukow (1887–1943)

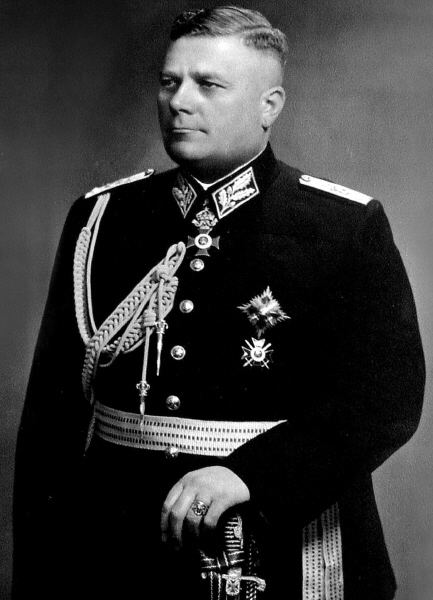
Christo Lukow (1887–1943)

- Lukow, Mariano (* 1958), bulgarischer Tischtennisspieler und -trainer
- Lukow, Wladimir (* 1949), bulgarischer Dichter
- Lukowiak, Josef (1921–1989), deutscher Politiker (CDU), MdL
- Lukowich, Brad (* 1976), kanadischer Eishockeyspieler
- Lukowich, Ed (* 1946), kanadischer Curler
- Lukowich, Morris (* 1956), kanadischer Eishockeyspieler
- Łukowicz, Maik (* 1995), deutsch-polnischer Fußballspieler
- Łukowicz-Mokwa, Stefania (1892–1975), polnische Musikerin
- Lukowitz, Fabian von (1780–1846), preußischer Generalleutnant
- Lukowitz, Rainhard (* 1950), deutscher Politiker (NDPD, FDP), MdL
- Lukowsky, Rolf (1926–2021), deutscher Komponist und Chorleiter

### Lukr
- Lukrafka, Dirk (* 1968), deutscher Politiker (CDU), Bürgermeister von Velbert
- Lukrez, römischer Dichter und PhilosophLukrez

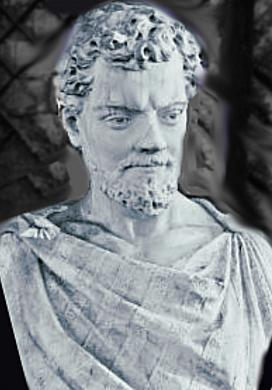
Lukrez

### Luks
- Luks, Eugene (* 1940), US-amerikanischer Mathematiker
- Luks, George Benjamin (1867–1933), US-amerikanischer Porträt- und Genremaler
- Luks, Leonid (* 1947), russischstämmiger Historiker
- Luks, Václav (* 1970), tschechischer, Dirigent, Cembalist und Hornist
- Lukšaitė-Mrázková, Giedrė (* 1944), litauisch-tschechische Organistin, Cembalistin und ehemalige Hochschullehrerin
- Luksan, Martin (* 1947), österreichischer Schriftsteller
- Lukšas, Jonas (* 1951), litauischer Schachspieler
- Luksch, Georg (1921–1996), österreichischer Komponist, Kapellmeister und Arrangeur
- Luksch, Georg O. (* 1966), österreichischer Komponist, Produzent und Toningenieur
- Luksch, Josef (1862–1936), tschechoslowakischer Politiker (BdL), Abgeordneter zum Nationalrat
- Luksch, Richard (1872–1936), österreichisch-deutscher Bildhauer
- Luksch, Valerie (* 1994), österreichische Musicaldarstellerin
- Luksch-Makowsky, Elena (1878–1967), russische Malerin und Kunstgewerblerin
- Lukscheider, Vladimir junior (* 1966), deutsch-slowakischer Eishockeyspieler
- Lukschina, Marija Dmitrijewna (1932–2014), sowjetische Radrennfahrerin
- Lukschy, Stefan (* 1948), deutscher Regisseur sowie Film- und Fernseh-Autor
- Lukschy, Wolfgang (1905–1983), deutscher Theater- und Filmschauspieler sowie SynchronsprecherWolfgang Lukschy (1905–1983)

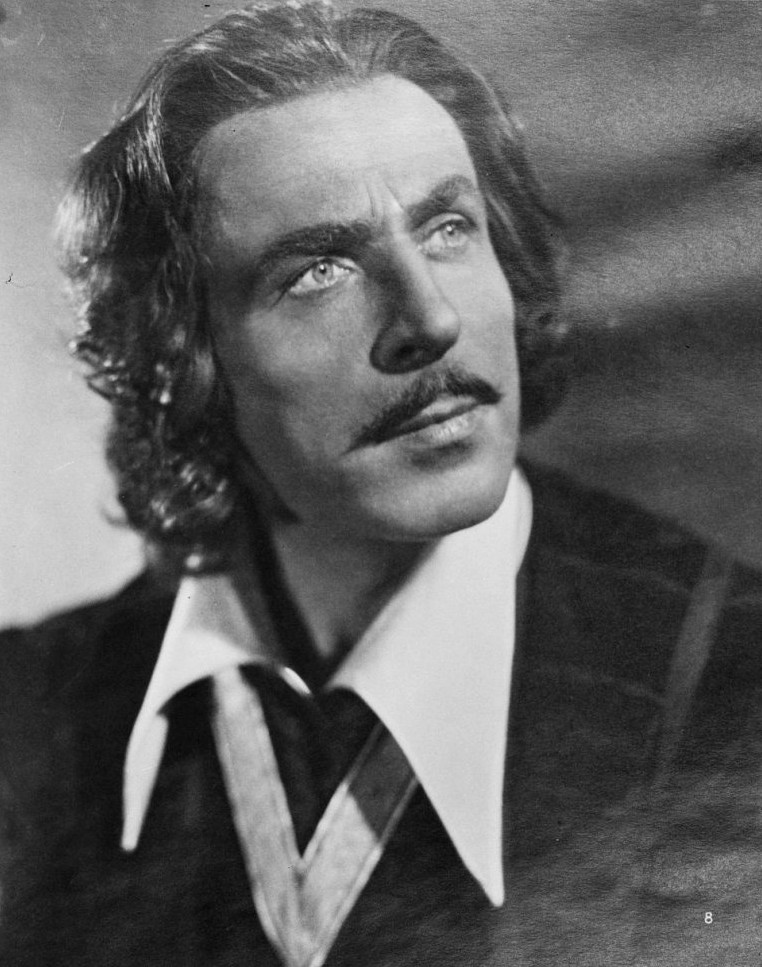
Wolfgang Lukschy (1905–1983)

- Lukse, Andreas (* 1987), österreichischer Fußballtorwart
- Luksep, Peeter (1955–2015), schwedisch-estnischer Wirtschaftswissenschaftler und Politiker
- Lukševics, Viesturs (* 1987), lettischer Radrennfahrer
- Luksic Abaroa, Andrónico (1926–2005), chilenischer Milliardär kroatischer Abstammung
- Luksic Craig, Andrónico (* 1954), chilenischer Geschäftsmann
- Lukšić, Abel (1826–1901), kroatischer Journalist, Redakteur, Herausgeber und Verleger
- Lukšić, Anja Vida (* 2000), kroatische Handball- und Beachhandballspielerin
- Lukšič, Igor (* 1961), slowenischer Politikwissenschaftler und Politiker
- Lukšić, Igor (* 1976), montenegrinischer Politiker
- Luksic, Oliver (* 1979), deutscher Politiker (FDP), MdBOliver Luksic (* 1979)

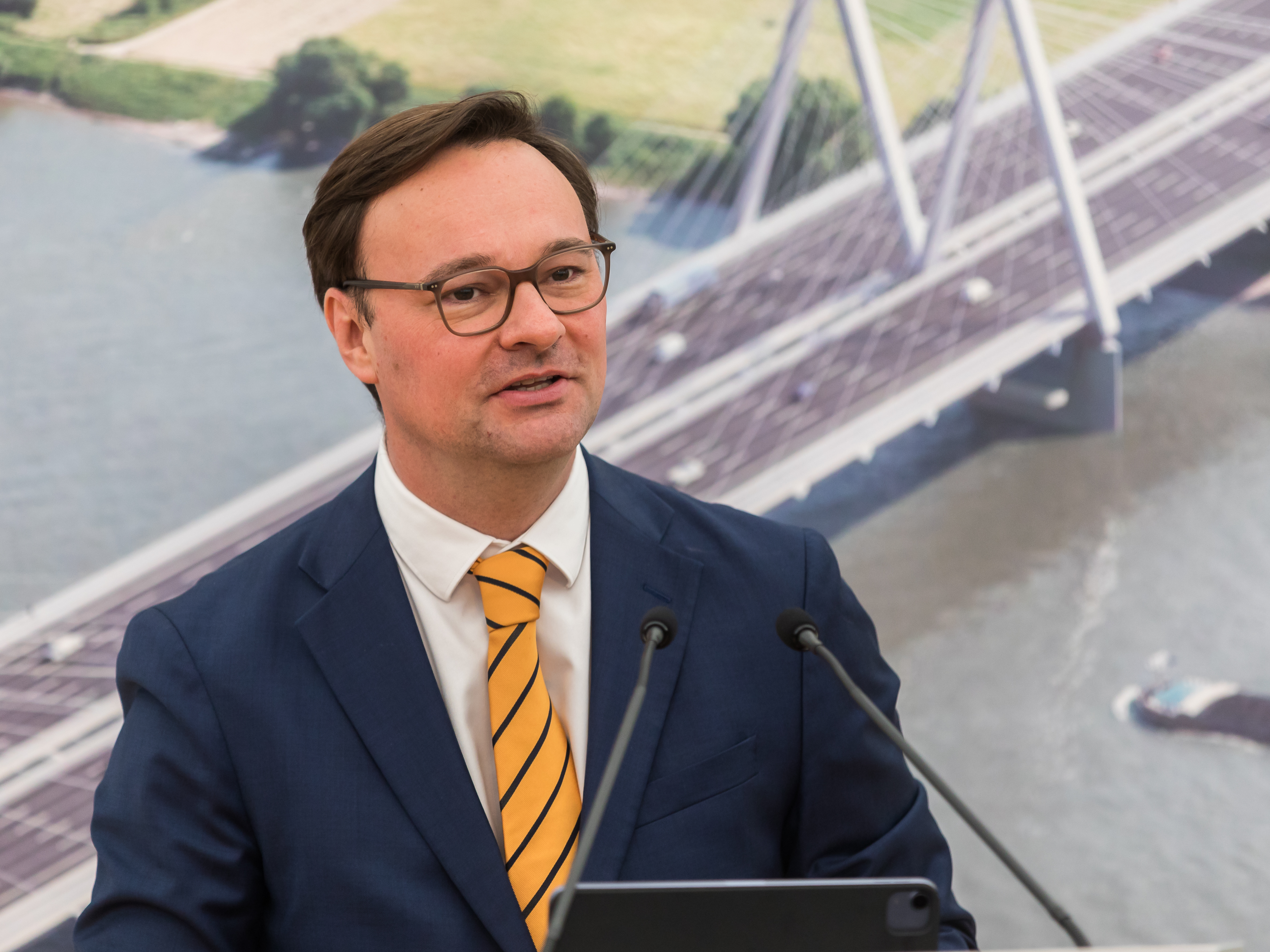
Oliver Luksic (* 1979)

- Lukšienė, Meilė (1913–2009), litauische Literaturwissenschaftlerin und Bildungshistorikerin
- Lukšík, Filip (* 1985), slowakischer Fußballspieler
- Luksika Kumkhum (* 1993), thailändische Tennisspielerin
- Lukšys, Povilas (* 1979), litauischer Fußballspieler

### Luku
- Lukudo, Raphaela (* 1994), italienische Leichtathletin
- Lukudu Loro, Paulino (1940–2021), südsudanesischer Ordensgeistlicher, römisch-katholischer Erzbischof von Juba
- Lukumuena, Déborah (* 1994), französische Schauspielerin
- Lukumwena Lumbala, Stanislas (* 1949), kongolesischer Ordensgeistlicher, emeritierter römisch-katholischer Bischof von Kole
- Lukunku, Ali (* 1976), kongolesischer Fußballspieler
- Lukuvi, William (* 1955), tansanischer Politiker

### Luky
- Lukyamuzi, Ken (* 1952), ugandischer Politiker
- Lukys, Alvydas (* 1958), litauischer Fotograf